# Pandang
Pandang var en svensk rapgrupp som bildades i slutet av 2004 av Adam Grönros och Stefan Wesström från Sollentuna kommun utanför Stockholm.
Duon tävlade i den första deltävlingen av Melodifestivalen 2006 med låten "Kuddkrig" men gick inte vidare. Pandang splittrades 2007.

## Diskografi

### Singlar
- 2006 – "Kuddkrig"